# Ectopleura crocea
Ectopleura crocea is een hydroïdpoliep uit de familie Tubulariidae. De poliep komt uit het geslacht Ectopleura. Ectopleura crocea werd in 1862 voor het eerst wetenschappelijk beschreven door Agassiz. 